# Dankwart
Dankwart (auch Dankward oder Tangward) ist ein deutscher Vorname.
Das Wort stammt aus dem Althochdeutschen und bedeutet Hüter des Gedenkens (althochdeutsch: thank für Denken, Gedanke; wartori, hier für Wächter, Hüter, Pfleger).
Bekanntester Namensträger ist die Figur des burgundischen Ritters und Bruders des Hagen von Tronje im Nibelungenlied. Er führte die 9000 Knappen der Burgunder zur Burg des Hunnen-Königs Etzel.

## Dankwart als Vorname
- Dankwart († 1063), von 1049 bis 1063 Bischof von Brandenburg
- Dankwart Ackermann  (1878–1965), deutscher Physiologe und Chemiker
- Dankwart Brinksmeier (* 1956), deutscher Pfarrer und Politiker
- Dankward Buwitt (* 1939), deutscher Politiker
- Dankwart Danckwerts (1933–2012), deutscher Professor für Soziologie und Sozialpädagogik
- Dankwart Guratzsch (* 1939), deutscher Journalist
- Dankwart Rost (1926–2021), deutscher Historiker und Werbefachmann
- Dankwart Rüstow (1924–1996), deutsch-amerikanischer Soziologe

## Dankwart als Familienname
- Karl Dankwart († 1704), Kirchenmaler

## Dankwart als Name einer Comicfigur
- Dankwart Bumskopp